# Petite marche funèbre en do mineur (Mozart)

La Petite marche funèbre en do mineur (Kleiner Trauermarsch in c) K. 453a, aussi connue sous le nom de Marche funebre del Sigr. Maestro Contrapunto est une pièce pour piano de Wolfgang Amadeus Mozart, composée probablement à Vienne en 1784.

## Analyse
La pièce, très brève, a été écrite dans le cahier d'une des élèves de Mozart, Barbara Ployer, à qui elle est dédiée. Comportant seulement seize mesures jouées à , la composition est construite sur le motif rythmique caractéristique de la marche funèbre : croche pointée double-croche. Le tempo indiqué est Lento. Le morceau est structuré en deux sections: la première —de huit mesures, formant une phrase de type: 2+2+4— va jusqu'à la tonalité relative (mi bémol majeur); la seconde section —également de huit mesures— revient à la tonalité principale (do mineur). 
Nous ne connaissons pas les motifs de la composition de cette petite pièce. C'était probablement un exemple qui illustrait une explication que Mozart avait donnée à son élève, avec peut-être une pointe de humour, d'où le sous-titre du morceau, Marche funebre del Sigr. Maestro Contrapunto. La pièce a été publiée pour la première fois en 1930. La partition autographe a été perdue en 1945, alors qu'elle était conservée à la Bibliotheca Mozartiana del Internationale Stiftung Mozarteum de Salzbourg.
- Durée de l'interprétation: environ 2 minutes 30 secondes.